# Stepenitz (biflod till Elbe)
För andra betydelser, se Stepenitz.

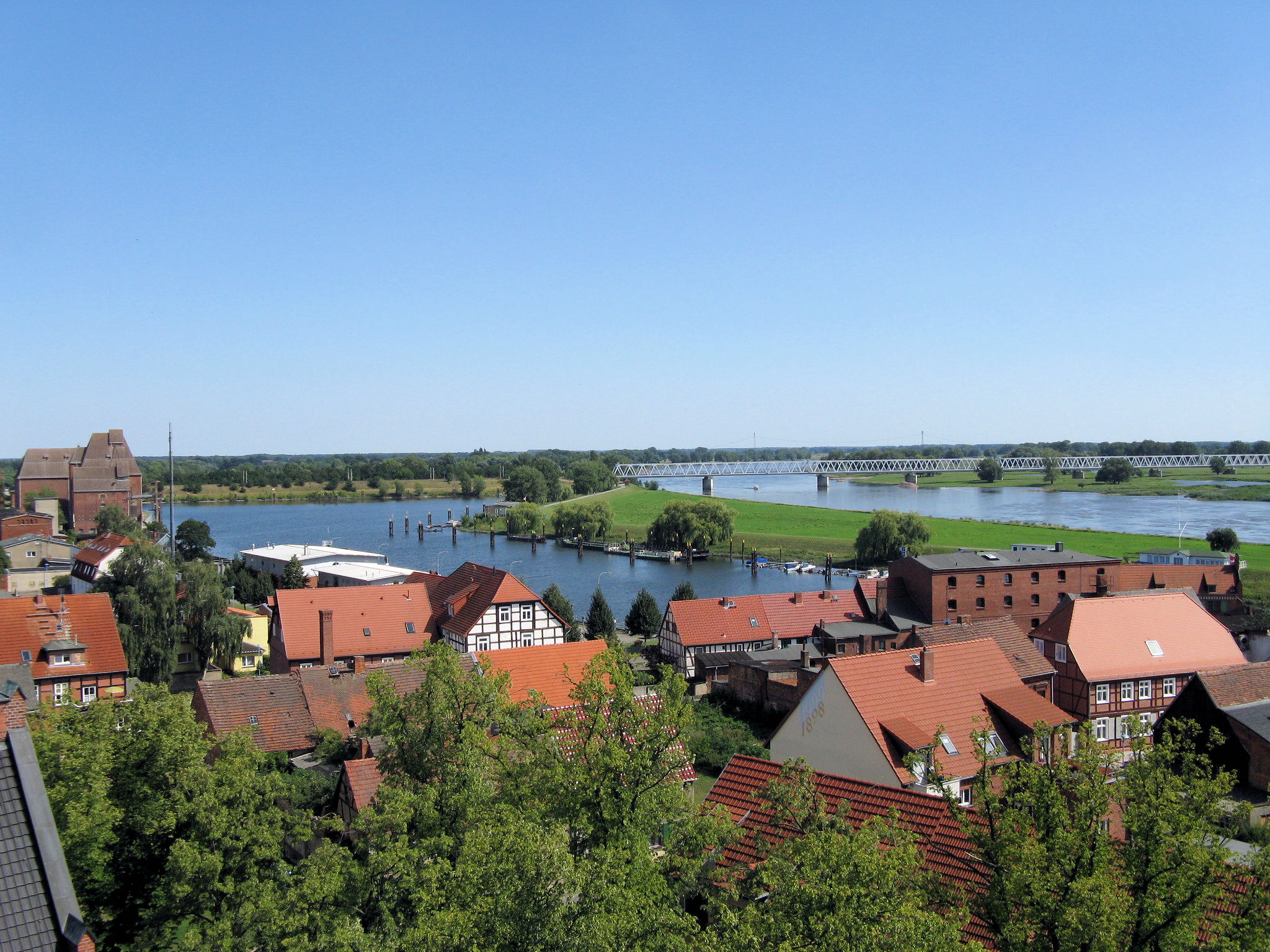
Stepenitz mynning i Elbe vid Wittenberges hamn.

Stepenitz är en 84 km lång biflod till Elbe i förbundslandet Brandenburg i Tyskland. Floden har ett avrinningsområde på 1299 km² och är huvudsakligen outbyggd. Källan ligger omkring fem kilometer sydost om Meyenburg i Landkreis Prignitz och floden rinner därifrån genom landskapet Prignitz, genom städerna Meyenburg, Putlitz och Perleberg, till utloppet i Elbe i Wittenberge.
De viktigaste bifloderna är Dömnitz, Jeetzbach, Karthane och Schlatbach.